# Eurycea guttolineata
Eurycea guttolineata е вид земноводно от семейство Безбелодробни саламандри (Plethodontidae). Видът не е застрашен от изчезване.

## Разпространение
Разпространен е в САЩ (Алабама, Арканзас, Вирджиния, Джорджия, Кентъки, Мисисипи, Северна Каролина, Тенеси, Флорида и Южна Каролина).

## Описание
Популацията на вида е стабилна.